# نيويل براندز
نيويل براندز هي شركة تصنيع وتسويق وتوزيع أمريكية للمنتجات الاستهلاكية والتجارية. تشمل العلامات التجارية ومنتجات الشركة حاويات تخزين ونفايات روبرمايد ؛ تنظيم المنزل ومنتجات الحاويات القابلة لإعادة الاستخدام؛ زجاجات مياه كونتيجو وبوبا؛ منتجات كولمان الخارجية؛ أدوات الكتابة ( بيرول ، إكسبو ماركرز ، بيبر ميت ، ديمو ، مستر سكيتش ، باركر بينز ، شاربي ، رينولدز ، بريزماكولور ، روترينج ، إكس أكتو ، ووترمان ) الغراء ( إلمر ، غراء كريزي )؛ منتجات الأطفال (أبريكا، نيوك ، تايجكس، بيبي صن، بيبي جوجر و جراكو )؛ تجهيزات المطابخ والأجهزة الصغيرة (كالفالون، سنبيم ، ريفال ، كروك بوت ، هولمز ، فود سيفر، أوستر ، أوسترايزر ، ومستر كوفي ) ومنتجات العطور ( يانكي كاندل ، تشيسابيك باي كاندل ، ميلفيوري ميلانو ، وودويك).
يقع المقر الرئيسي العالمي للشركة في أتلانتا . 

## وصلات خارجية
- الموقع الرسمي